# Follow My Lead
Follow My Lead ist eine 2013 gegründete Metalcore-/Post-Hardcore-Band aus Donegal, Republik Irland.

## Geschichte

### Gründung, Debüt-EP, Unterschrift bei Fearless Records und Sängersuche
Follow My Lead wurde im Jahr 2013 in der irischen Stadt Donegal von Sänger Ryan Dawson, den beiden Gitarristen Niall Friel und Robbie Thorne – welcher auch als Hintergrundsänger fungiert –, sowie vom Bassisten Declan Graham (ebenfalls Hintergrundsänger) und Schlagzeuger William Woods gegründet. Kurz nach der Gründung verließ Sänger Dawson die Band und wurde durch Mattie Foxx ersetzt. Die Musiker spielten zuvor in verschiedenen Bands.
Am 23. August 2013 erschien mit Sleepless die erste EP der Gruppe, welche in Eigenregie finanziert und produziert wurde. Diese wurde lediglich auf digitaler Ebene veröffentlicht. Das Musikvideo zum Lied Crestfallen wurde offiziell bei BryanStars veröffentlicht. Die Gruppe gab Ende 2014 bekannt, nach Schweden geflogen zu sein, um mit Fredrik Nordström im Studio Fredman ihr Debütalbum aufzunehmen. Fredman arbeitete in der Vergangenheit unter anderem mit Bring Me the Horizon, In Flames und Architects zusammen. Am 11. Dezember 2014 gab die Gruppe bekannt, bei Fearless Records einen Plattenvertrag unterzeichnet zu haben.
Am 18. Mai 2015 verkündete die Gruppe den Ausstieg ihres Sängers Mattie Foxx. Zwei Monate später, am 19. Juli 2015, wurde mit Danny Bochkow ein neuer Frontsänger präsentiert. Bochkow war zuvor Gitarrist in der irischen Metal-Band Displaced, welche er nach der Auflösung Anfang des Jahres als Solo-Projekt weiterführte.

### Unterschrift bei InVogue Records undSpit, Kick, Revolt
Am 11. April 2016 veröffentlichte die Gruppe ein Musikvideo zum Lied Jugular. Zudem wurde angekündigt, dass die Band einen neuen Plattenvertrag beim US-amerikanischen Independent-Plattenlabel inVogue Records unterschrieben habe und ihr Debütalbum Spit, Kick, Revolt. am 17. Juni 2016 bei dem Label veröffentlicht werden würde. Es erschien letztlich am angesetzten Termin.
Im Juli 2016 tourte die Band erstmals durch das Vereinigte Königreich.

## Stil
Follow My Lead spielen eine typische Variante des neuen Post-Hardcore, welcher zeitweise auch in den Metalcore übergehen kann. Der Gesang wechselt zwischen Screamings und Klargesang. Im Stand-Alone-Lied XIII sind zudem leichte Elemente des Rapgesangs heraushörbar. Die Musiker nennen Gruppen wie While She Sleeps, Of Mice & Men und Bring Me the Horizon als ihre musikalischen Einflüsse.
Diese Elemente, wie sie auf der Stand-Alone-Single XIII anwesend sind, wurden auch im Debütalbum Spit, Kick, Revolt. aufgegriffen. Durch den Einsatz von Turntable-Samples und Sprechgesang kann die Musik phasenweise sogar dem Nu Metal eingeordnet werden. So verglich man die Stücke teilweise mit dem frühen Schaffen von Linkin Park.

## Diskografie
- 2013: Sleepless (EP, Eigenvertrieb)
- 2016: Spit, Kick, Revolt. (inVogue Records)